# 葛纶
葛纶（1517年—1583年），字理卿，號誠源，直隸蘇州府崑山縣民籍长洲县人，明朝政治人物。

## 生平
治《易經》，由國子生中式癸卯科（1543年）應天府鄉試第十八名舉人，年四十歲中式嘉靖三十五年（1556年）戊辰科會試第七名，第二甲第七十四名進士。刑部观政，授刑部广西司主事，丁父艰归，垂满，复丁沈宜人艰，服除，四十三年调补江西司主事，四十四年升山西司员外，恤刑江西，四十五年升郎中，隆庆二年（1568年）接替唐九德任漳州府知府一职，隆庆四年（1570年）由罗青霄接任。後復除云南广南府知府，厯摄云南、永昌、姚安、鹤庆诸府，升两浙盐运使，万历四年八月以朱完一案调官。万历十一年卒，年六十七。

## 家族
曾祖葛塤。祖父葛栢。父葛潮，贈刑部主事、加郎中。母沈氏，贈安人、加宜人。兄葛经、弟葛纬、葛缙（生员）。